# Новий Світ (Іжморський округ)
Но́вий Сві́т (рос. Новый Свет) — селище у складі Іжморського округу Кемеровської області, Росія.

## Населення
Населення — 283 особи (2010; 359 у 2002).
Національний склад (станом на 2002 рік):
- росіяни — 94 %